# Buffard
Buffard ist eine französische Gemeinde mit 190 Einwohnern (Stand: 1. Januar 2022) im Département Doubs in der Region Bourgogne-Franche-Comté.

## Geographie
Buffard liegt auf 255 m, östlich von Arc-et-Senans, etwa 27 Kilometer südwestlich der Stadt Besançon (Luftlinie). Das Dorf erstreckt sich am westlichen Rand des Juras, am Westfuß des Trémont, am Austritt der Loue aus den Jurahöhenzügen in das breite Val d’Amour.
Die Fläche des 8,10 km² großen Gemeindegebiets umfasst einen Abschnitt des westlichen französischen Juras. Begrenzt wird das Gebiet im Westen durch die Loue, die hier in einem großen Bogen um den Hügel von Champagne-sur-Loue fließt, bevor sie die Saône-Ebene erreicht. Der flache Talboden weist eine Breite von ungefähr einem Kilometer auf. Nach Osten erstreckt sich das Gemeindeareal über die sanften Hänge von Buffard bis auf den angrenzenden, überwiegend bewaldeten Höhenrücken von Bois du Peu (443 m) und Trémont, auf dem mit 450 m die höchste Erhebung von Buffard erreicht wird. Dieser Höhenzug zieht sich von Quingey südwärts bis zum Durchbruch der Loue bei Rennes-sur-Loue. Ganz im Norden hat das Gebiet Anteil am Becken von Liesle, das durch den Ruisseau au Saumont zur Loue entwässert wird.
Nachbargemeinden von Buffard sind Liesle im Norden, Chay und Rennes-sur-Loue im Osten, Port-Lesney im Süden sowie Champagne-sur-Loue im Westen.

## Geschichte
Im Mittelalter gehörte Buffard zu den Herrschaften Liesle und Chissey. Zusammen mit der Franche-Comté gelangte das Dorf mit dem Frieden von Nimwegen 1678 an Frankreich.

## Sehenswürdigkeiten
Der erste Bau der Kirche Saint-Hilaire stammt aus dem 12. Jahrhundert, wovon heute jedoch keine Bauteile mehr vorhanden sind. Der Chor wurde im 16. Jahrhundert im gotischen Flamboyantstil umgestaltet, während das Schiff 1860 neu erbaut wurde. Die Kirche besitzt eine reiche Ausstattung, darunter eine Pietà aus dem 16. Jahrhundert. 
Im Ortskern sind verschiedene Bauernhäuser im charakteristischen Stil der Franche-Comté aus dem 17. bis 19. Jahrhundert erhalten.

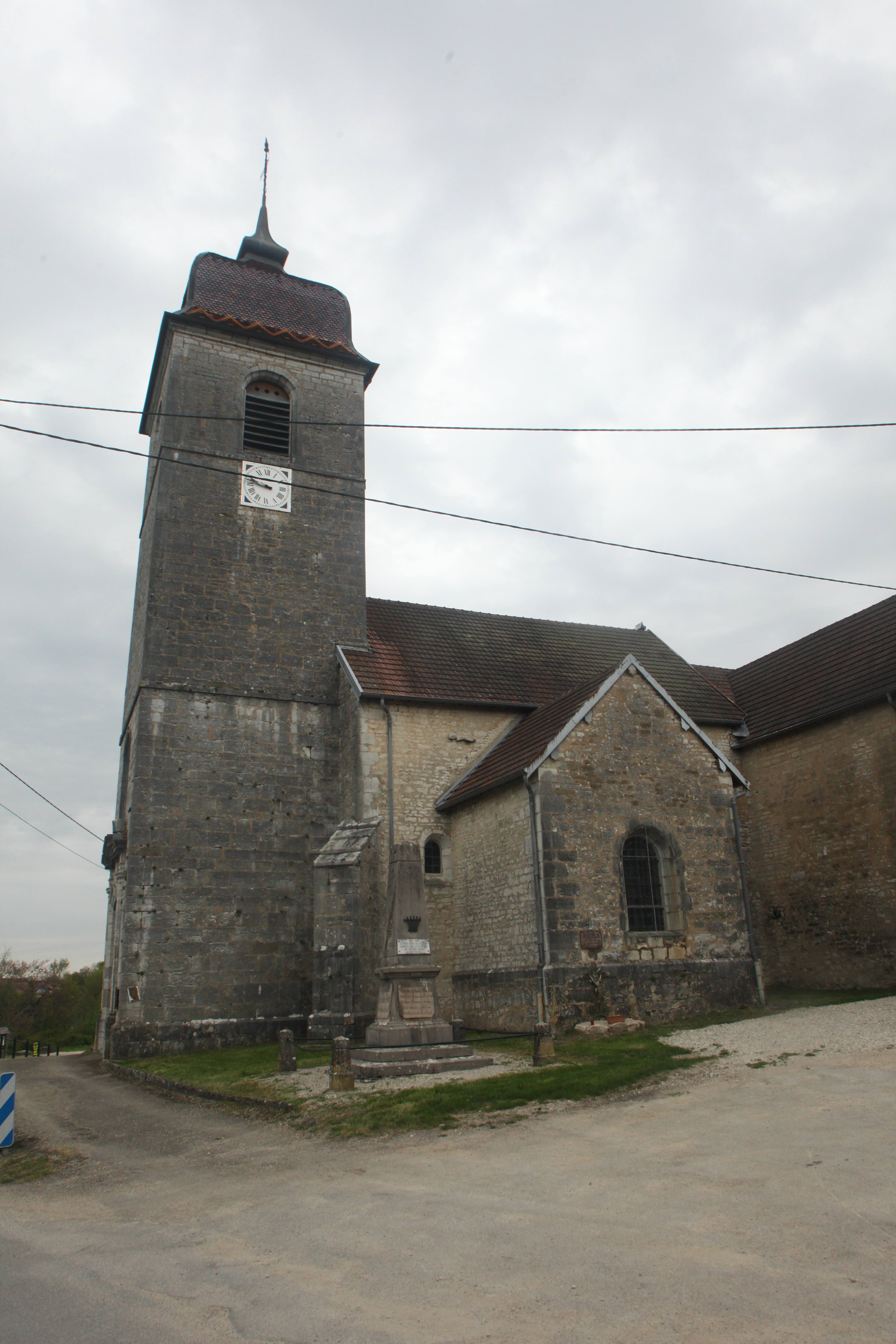
Kirche Saint-Hilaire
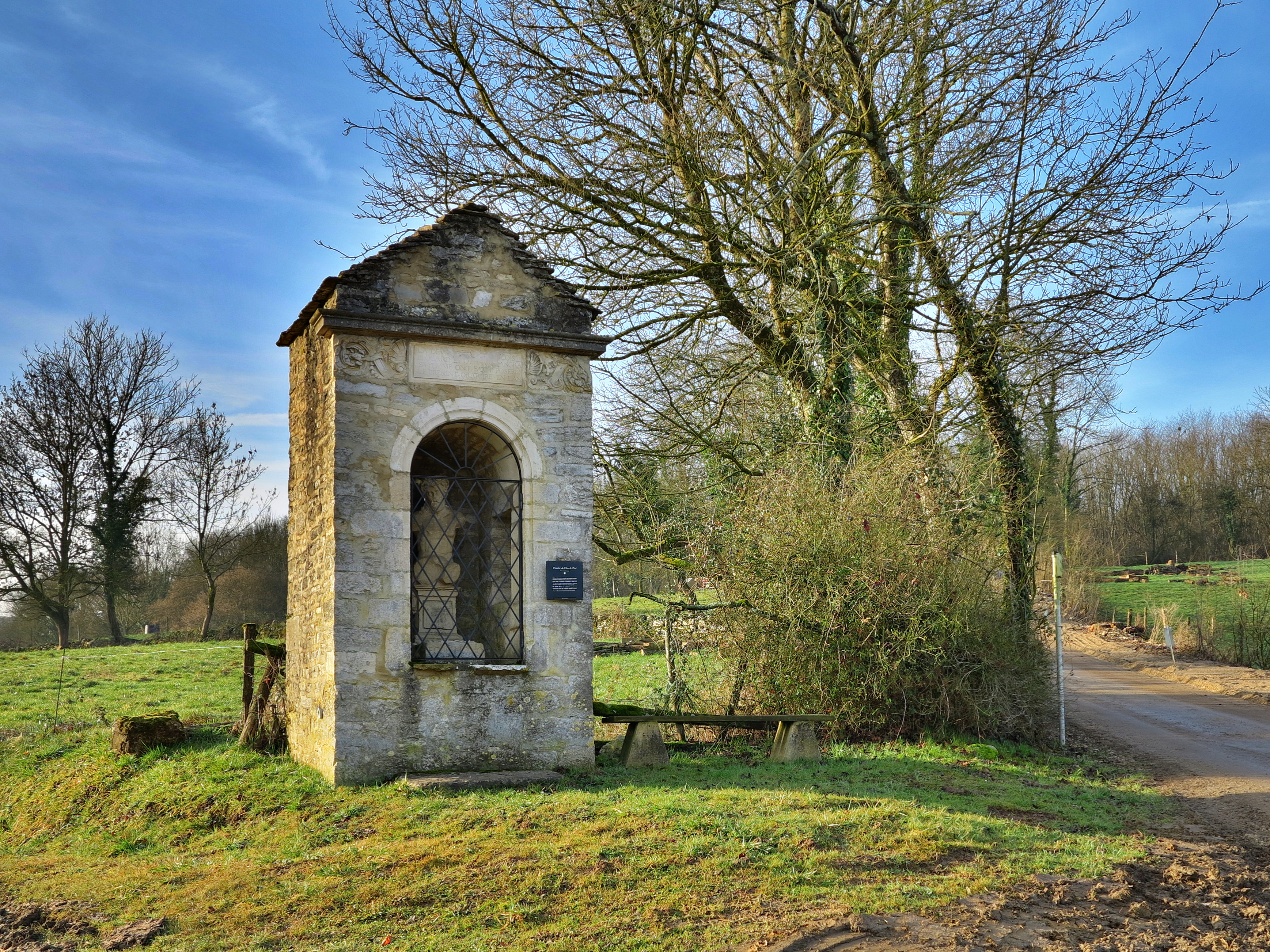
Oratorium in Buffard
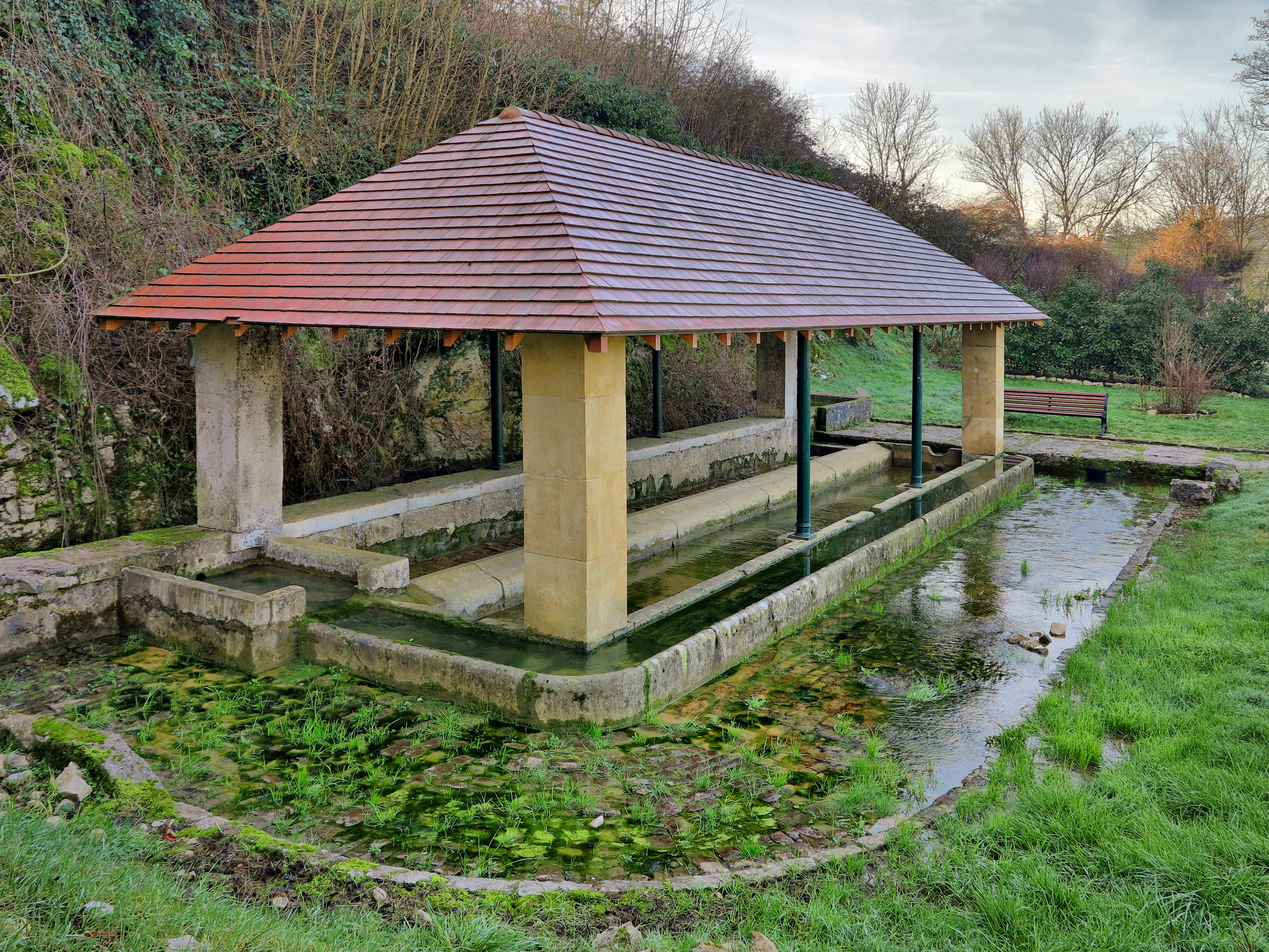
Lavoir

## Bevölkerung
| Jahr                       | 1962 | 1968 | 1975 | 1982 | 1990 | 1999 | 2016 |
| Einwohner                  | 179  | 149  | 110  | 126  | 147  | 135  | 159  |
| Quellen: Cassini und INSEE |      |      |      |      |      |      |      |

Mit 190 Einwohnern (Stand 1. Januar 2022) gehört Buffard zu den kleinen Gemeinden des Départements Doubs. Nachdem die Einwohnerzahl in der ersten Hälfte des 20. Jahrhunderts markant abgenommen hatte (1881 wurden noch 430 Personen gezählt), wurden seit Beginn der 1970er Jahre nur noch geringe Schwankungen verzeichnet.

## Wirtschaft und Infrastruktur
Buffard war bis weit ins 20. Jahrhundert hinein ein vorwiegend durch die Landwirtschaft (Ackerbau, Obstbau, Weinbau und Viehzucht) und die Forstwirtschaft geprägtes Dorf. Die Wasserkraft der Loue wurde früher für den Betrieb einer Mühle genutzt. Heute gibt es einige Betriebe des lokalen Kleingewerbes, unter anderem eine Sägerei. Mittlerweile hat sich das Dorf auch zu einer Wohngemeinde gewandelt. Viele Erwerbstätige sind Wegpendler, die in den größeren Ortschaften der Umgebung ihrer Arbeit nachgehen.
Die Ortschaft liegt abseits der größeren Durchgangsstraßen an einer Departementsstraße, die von Liesle nach Port-Lesney führt. Weitere Straßenverbindungen bestehen mit Arc-et-Senans und Champagne-sur-Loue.